# Station Brocken
Station Brocken is het hoogst gelegen station (1125 m) van de Harzer Schmalspurbahnen (HSB). Het station is het eindstation van de Brockenbahn, en is geopend in 1899.
In 1961 werd het station voor een bepaalde tijd gesloten, vanwege het grensgebied van de DDR. Alleen soldaten van de Sovjet-Unie mochten tot het station komen.
In 1991 werd het station Brocken weer heropend voor het publiek. Sinds 1993 rijden er in de zomer dagelijks treinen van de HSB. In de winter rijden er dagelijks ook, maar minder, treinen naar de Brocken. Dit was eerder onmogelijk door de vele sneeuwval, waardoor de Brockenbahn in de wintermaanden gesloten moest worden.
Op het station zijn geen voorzieningen aanwezig. In het gebouw zelf zit het restaurant 'Brockenblick'. Elke winter is het gebouw helemaal ingesneeuwd.

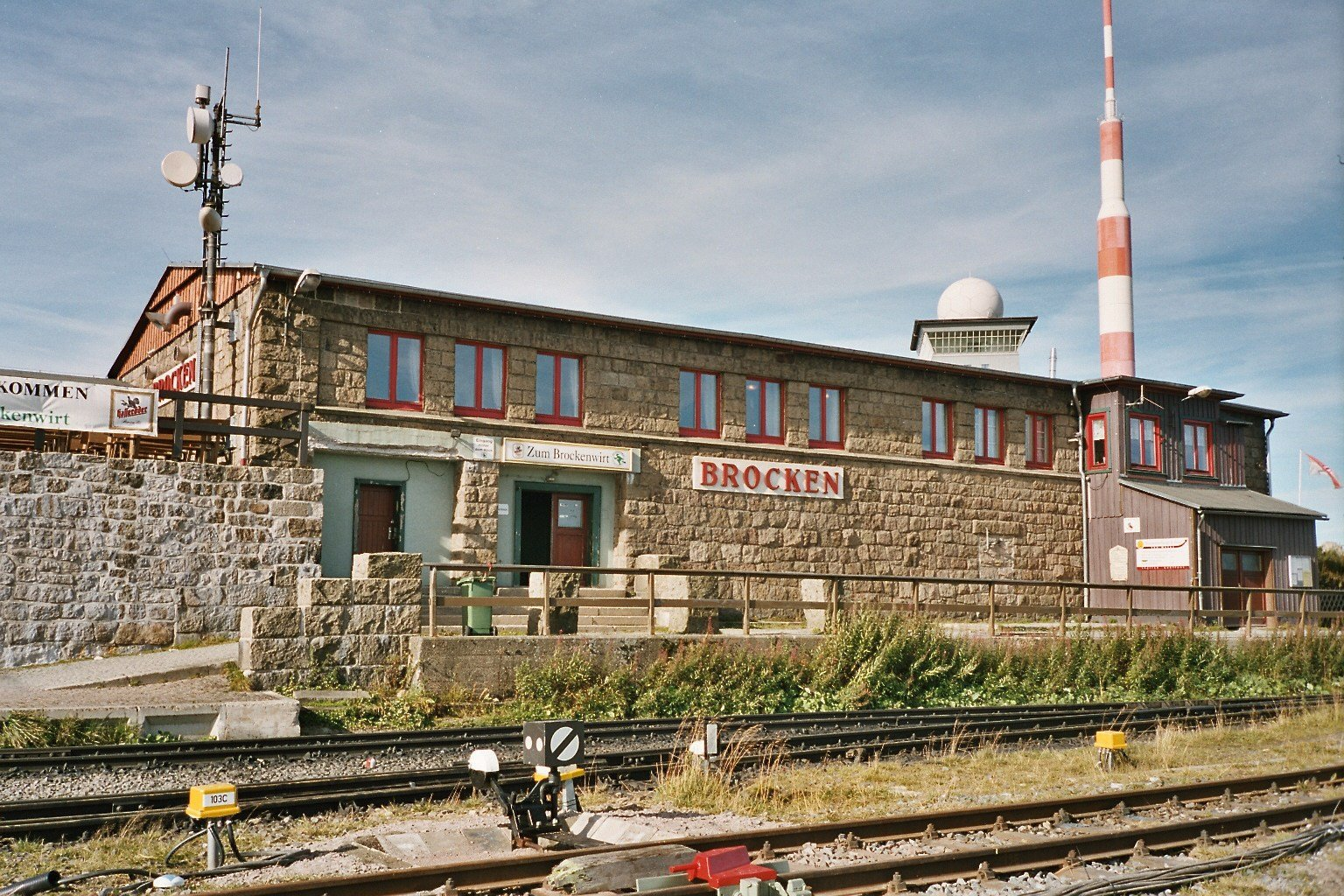
Het station Brocken in de zomer

Drei Annen Hohne · Schierke · Goetheweg · Brocken